# Ligne 7 du métro de Madrid
Pour les articles homonymes, voir Ligne 7.
La ligne 7 du métro de Madrid (en espagnol : línea 7)  relie les stations Pitis au nord-ouest à Hospital del Henares au sud-est.

## Tracé et stations
La ligne comprend 31 stations sur un parcours de 32,9 km reliant Pitis au nord-ouest, dans l'arrondissement madrilène de Fuencarral-El Pardo, à Hospital del Henares, sur la commune de Coslada au sud-est de l'agglomération. Elle dessert également San Fernando de Henares. 
Elle est formée de deux sections indépendantes appartenant à des zones tarifaires différentes. Le changement de train s'effectue à la station Estadio Metropolitano. La section située au-delà de cette station et jusqu'à Hospital del Henares est appelée MetroEste et se trouve en zone B1.
Elle est en correspondance avec les lignes 2, 4, 5, 6, 9 et 10, ainsi qu'avec le réseau Cercanías Madrid.

### Liste des stations
|  |   |  | Station                   | Zone | Communes                                    | Correspondances                                                                      |
|  | - |  | ------------------------- | ---- | ------------------------------------------- | ------------------------------------------------------------------------------------ |
|  | ■ |  | Pitis                     |      | Madrid (Fuencarral-El Pardo)                |                                                                                      |
|  | • |  | Arroyofresno              |      | Madrid (Fuencarral-El Pardo)                |                                                                                      |
|  | • |  | Lacoma                    |      | Madrid (Fuencarral-El Pardo)                |                                                                                      |
|  | • |  | Avenida de la Ilustración |      | Madrid (Fuencarral-El Pardo)                |                                                                                      |
|  | • |  | Peñagrande                |      | Madrid (Fuencarral-El Pardo)                |                                                                                      |
|  | • |  | Antonio Machado           |      | Madrid (Moncloa-Aravaca)                    |                                                                                      |
|  | • |  | Valdezarza                |      | Madrid (Moncloa-Aravaca)                    |                                                                                      |
|  | • |  | Francos Rodríguez         |      | Madrid (Moncloa-Aravaca)                    |                                                                                      |
|  | • |  | Guzmán el Bueno           |      | Madrid (Chamberí, Moncloa-Aravaca)          | Ligne 6 du métro de Madrid                                                           |
|  | • |  | Islas Filipinas           |      | Madrid (Chamberí)                           |                                                                                      |
|  | • |  | Canal                     |      | Madrid (Chamberí, Moncloa-Aravaca)          | Ligne 2 du métro de Madrid                                                           |
|  | • |  | Alonso Cano               |      | Madrid (Chamberí)                           |                                                                                      |
|  | • |  | Gregorio Marañón          |      | Madrid (Chamberí, Chamartín)                | Ligne 10 du métro de Madrid                                                          |
|  | • |  | Avenida de América        |      | Madrid (Chamartín, Salamanca)               | Ligne 4 du métro de Madrid · Ligne 6 du métro de Madrid · Ligne 9 du métro de Madrid |
|  | • |  | Cartagena                 |      | Madrid (Chamartín, Salamanca)               |                                                                                      |
|  | • |  | Parque de las Avenidas    |      | Madrid (Salamanca)                          |                                                                                      |
|  | • |  | Barrio de la Concepción   |      | Madrid (Ciudad Lineal)                      |                                                                                      |
|  | • |  | Pueblo Nuevo              |      | Madrid (Ciudad Lineal)                      | Ligne 5 du métro de Madrid                                                           |
|  | • |  | Ascao                     |      | Madrid (Ciudad Lineal)                      |                                                                                      |
|  | • |  | García Noblejas           |      | Madrid (Ciudad Lineal, San Blas-Canillejas) |                                                                                      |
|  | • |  | Simancas                  |      | Madrid (San Blas-Canillejas)                |                                                                                      |
|  | • |  | San Blas                  |      | Madrid (San Blas-Canillejas)                |                                                                                      |
|  | • |  | Las Musas                 |      | Madrid (San Blas-Canillejas)                |                                                                                      |
|  | ■ |  | Estadio Metropolitano     |      | Madrid (San Blas-Canillejas)                |                                                                                      |
|  | • |  | Barrio del Puerto         |      | Coslada                                     |                                                                                      |
|  | • |  | Coslada Central           |      | Coslada                                     |                                                                                      |
|  | • |  | La Rambla                 |      | Coslada                                     |                                                                                      |
|  | • |  | San Fernando              |      | San Fernando de Henares                     |                                                                                      |
|  | • |  | Jarama                    |      | San Fernando de Henares                     |                                                                                      |
|  | • |  | Henares                   |      | San Fernando de Henares                     |                                                                                      |
|  | ■ |  | Hospital del Henares      |      | Coslada                                     |                                                                                      |

## Historique
Le premier tronçon est ouvert le 17 juillet 1974 entre Pueblo Nuevo et Las Musas. Un prolongement de Pueblo Nuevo à Avenida de América est ouvert le 17 mars 1975. Pendant plus de vingt ans, la ligne demeure une radiale sans correspondance avec le reste du réseau dans le centre de la ville. Ce problème est résolu avec l'ouverture du prolongement à l'ouest en quatre étapes entre 1998 et 1999 jusqu'à Pitis.
Le 5 mai 2007, une nouvelle section est ouverte entre La Musas et Henares avant d'être prolongée le 11 février 2008 jusqu'à la station Hospital del Henares, peu après l'ouverture du nouveau centre hospitalier. 
Le 23 mars 2019, la station Arroyofresno, construite depuis 1999, est mise en service.

## Sites et monuments desservis
Elle dessert notamment l'Estadio Metropolitano, stade de l'Atlético de Madrid.